# Симионешти (Бистрица-Насауд)
Симионешти (рум. Simionești) насеље је у Румунији у округу Бистрица-Насауд у општини Будаку де Жос. Oпштина се налази на надморској висини од 350 m.

## Становништво
Према подацима из 2002. године у насељу је живело 217 становника, од којих су сви румунске националности.